# 法政大学大学院国際文化研究科・国際文化学部

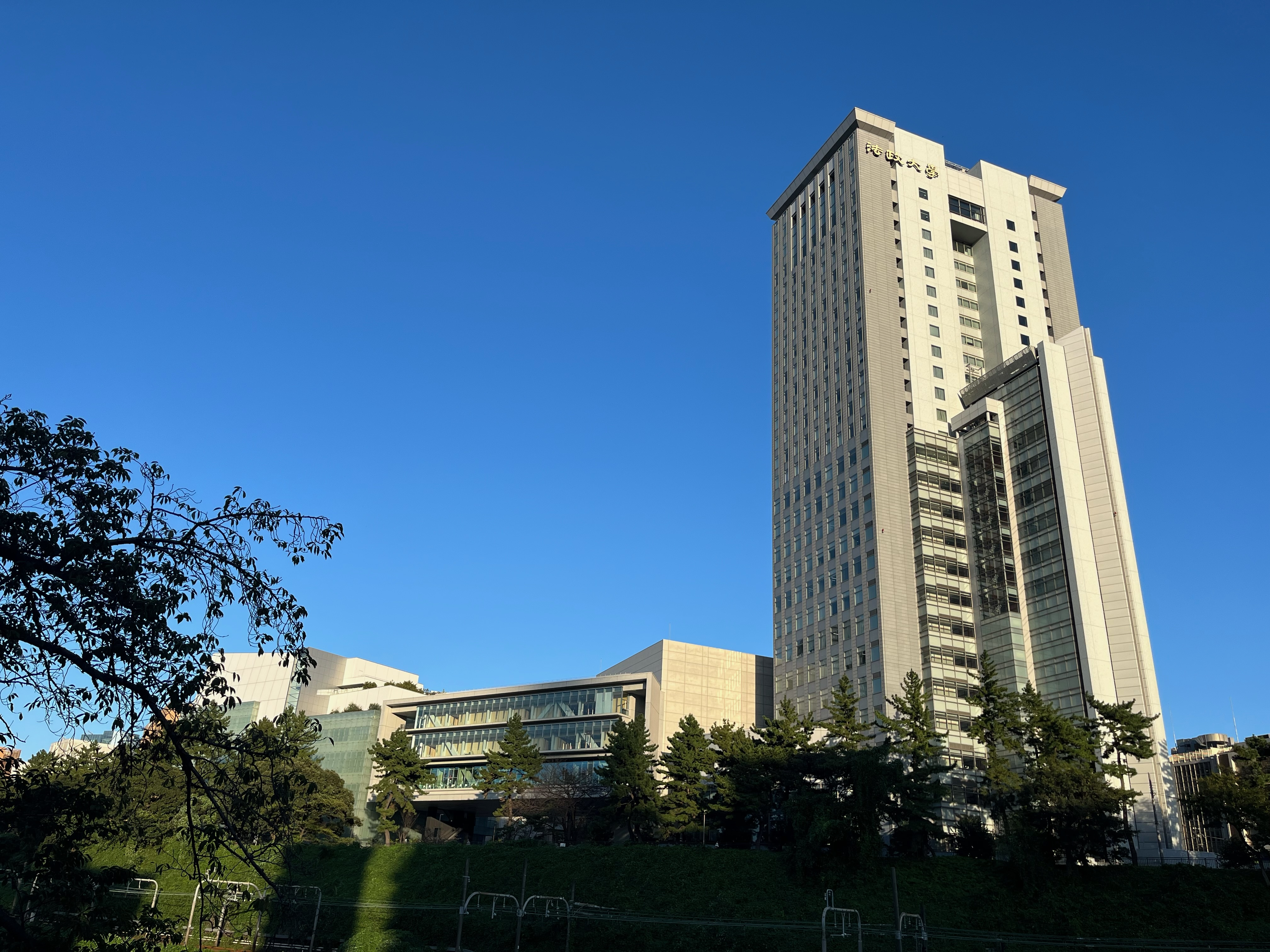
法政大学市ヶ谷キャンパス

法政大学国際文化学部（ほうせいだいがくこくさいぶんかがくぶ、英：Faculty of Intercultural Communication, Hosei University）は、法政大学が設置する国際文化学部。
法政大学大学院国際文化研究科（ほうせいだいがくだいがくいんこくさいぶんかけんきゅうか）は、法政大学が設置する大学院国際文化研究科である。

## 概要
法政大学国際文化学部の発端は、戦後旧来の予科が改編され誕生した第一教養部にある。当初、授業は川崎市の木月校舎にて実施されていたが、1958年に58年館が竣工したことにより、富士見へ移転となった。
法学部や経済学部が時代や状況に即応して組織再編を行うなかで、第一教養部においても同様の動きが生じ、国際化、情報化の進行する社会を見据え新しい人間科学を開拓する学部の設置を目途とした。
1982年に新学部設立の準備委員会が設置され、国際文化学部(当時の名称は国際文化情報学部)、人間環境学部の二学部が掲げられた。
そして、文科省の認可を経て1999年に国際文化学部設立と相成った。
国際文化学部は法学部、文学部、経営学部、人間環境学部、キャリアデザイン学部、デザイン工学部、グローバル教養学部（GIS）と同じく法政大学市ヶ谷キャンパスに本部が置かれている。
国際文化学部ではロボットやデータサイエンス等の「情報文化」、アートや音楽等の「表象文化」、ドイツ語、フランス語、ロシア語、中国語、スペイン語の各言語圏の文化を学ぶ「言語文化」、国際関係や平和学等を学習する「国際社会」の4項目を学ぶことができる。
本学部最大の特徴の一つとして、少人数教育が挙げられる。語学授業やゼミの学生数は20名前後に制限されているため、活発な議論や質疑応答に参加できる環境となっている。

## 沿革
- 1947年（昭和22年）- 法文学部を法学部、文学部へ改組。通信教育部を設置
- 1949年（昭和24年）- 新制大学発足。予科を第一教養部へ再編
- 1958年（昭和33年）- 58年館竣工により全教養部、木月より富士見へ移転
- 1980年（昭和55年）- 80年館竣工
- 1982年（昭和57年）- 新学部設立準備委員会設置
- 1992年（平成4年）- 大学院棟竣工
- 1999年（平成11年）- 「国際文化学部」開設
- 2000年（平成12年）- ボアソナード・タワー竣工

## 学部・学科

### 国際文化学部
- 国際文化学科

## 大学院

### 国際文化研究科
- 国際文化専攻（修士課程、博士後期課程）

## SAプログラム
本学部では外国語の実践的な運用能力を伸ばし、異文化を肌で感じて理解できるよう、スタディ・アブロード・プログラム（SAプログラム）を設けている。当該プログラムにおいては、世界10ヵ国7言語圏の15大学のいずれかに留学することとなる。

## 学部長
- 稲垣立男

## 関連施設
- ボアソナード・タワー
- 80年館
- 法政大学大学院棟
- 58年館

## 交通アクセス
〒102-8160 市ヶ谷キャンパス（東京都千代田区富士見2-17-1）
- 【JR線】 JR中央・総武緩行線：市ケ谷駅または飯田橋駅下車徒歩10分
- 【地下鉄線】 都営地下鉄新宿線：市ケ谷駅下車徒歩10分
- 【地下鉄線】 東京メトロ有楽町線：市ケ谷駅または飯田橋駅下車徒歩10分
- 【地下鉄線】 東京メトロ東西線：飯田橋駅下車徒歩10分
- 【地下鉄線】 東京メトロ南北線：市ケ谷駅または飯田橋駅下車徒歩10分
- 【地下鉄線】 都営地下鉄大江戸線：飯田橋駅下車徒歩10分

## 著名な出身者
- 林士平 - （漫画編集者、代表作は『SPY×FAMILY』、『チェンソーマン』、『ダンダダン』）
- 吉田雄悟 - （セーリング選手。ロンドン五輪代表）
- 久枝円 - （フェンシング選手。北京・アテネ両大会日本代表）
- 久野静香 - （フリーアナウンサー、元日本テレビアナウンサー）
- Micro - （音楽プロデューサー）
- 前田亜季 - （女優、歌手、吹き替えに『猫の恩返し』、義兄は中村勘九郎）
- 安藤聖 - （女優）

出身者、卒業生及び関係者については「法政大学の人物一覧」を参照されたい